# Мілісцкаро
Мілісцкаро (груз. მილისწყარო) — село в Грузії.
За даними перепису населення 2014 року в селі проживає 8 осіб.